# 潘诺尼亚大学
潘诺尼亚大学（匈牙利語：Pannon Egyetem）是主校区位于匈牙利维斯普雷姆的一所公立大学，成立于1949年，由五个学院组成：艺术与人文学院、工程学院、农业学院、经济学院和信息技术学院。2006年3月1日前称维斯普雷姆大学（Veszprémi Egyetem）。

## 历史沿革
该大学成立于1949年，是布达佩斯技术大学的一个异地校区。1951年，以维斯普雷姆化学工程大学的名义独立。1991年起更名为维斯普雷姆大学。
大学首先开设了四个化学工程领域的课程：石油和煤炭技术、电化学工业、无机化工技术、硅酸盐化学。从1960年代中期开始，又开设核化学与技术、过程控制和系统工程，作为维斯普雷姆化学工程教育的一部分。后逐步开设1970年的农业化学、1973年的化学工程管理、1983年的高级外语教学和1984年的仪器与测量技术等学科。为响应社会对计算机专业人才日益增长的需求，借助外部资金支持和大学的理工专长，信息技术和自动化课程的教育基础设施已经建立。
冷战后的匈牙利对外语教师的需求大幅增加。大学为英语教师开设了教师培训课程，然后为德语和法语教师以及语言学家的专业教育开设了教师培训课程：匈牙利语言和文学、戏剧科学等。同时，天主教神学家的教育以神学院的区域教职员工的形式开始。教师培训学院（现为文学院）和工程学院成立。1991年，大学更名为维斯普雷姆大学。
维斯普雷姆大学及其拥有200年历史的乔治孔农学院（Georgikon Faculty of Agriculture）于2000年1月1日合并，大学成为一个三学院大学。2003年9月1日，两个新学院成立：经济学院和信息技术学院。
2006年3月1日，更名为潘诺尼亚大学，得名于潘诺尼亚平原，旨在成为外多瑙河地区的教育、知识和研究中心。

## 院系设置
- 经济学院
- 工程学院
- 乔治孔农业学院（位于凯斯特海伊）
- 信息技术学院
- 现代语言与社科学院（原文学院）